# Gnadochaeta crudelis
Gnadochaeta crudelis là một loài ruồi trong họ Tachinidae.